# Zhuanghe
Zhuanghe (en chino: 庄河市, pinyin: Zhuānghé, literalmente: el pueblo del río) es una ciudad-condado bajo la administración directa de la ciudad-subprovincia de Dalian. Se ubica en el sur centro de la Península de Liaodong, en la provincia de Liaoning, República Popular China. Su área es de 3900 km² y su población es de 913 100 (2004).

## Administración
La ciudad-condado de Zhuanghe se divide en 4 subdistritos,17 poblados, 3 aldeas y 2 aldeas étnicas:
- Subdistritos:
  - Chengguan (城关街道)
  - Xinhua (新华街道)
  - Xingda (兴达街道)
  - Changsheng (昌盛街道)
- Poblados:
  - Qingdui (青堆镇)
  - Anzishan (鞍子山镇)
  - Xuling (徐岭镇)
  - Heidao (黑岛镇)
  - Lizifang (栗子房镇)
  - Daying (大营镇)
  - Taling (塔岭镇)
  - Xianrendong (仙人洞镇)
  - Changling (长岭镇)
  - Hehuashan (荷花山镇)
  - Chengshan (城山镇)
  - Guangmingshan (光明山镇)
  - Dazheng (大郑镇)
  - Mingyang (明阳镇)
  - Ronghuashan (蓉花山镇)
  - Wulu (吴炉镇)
  - Wangjia (王家镇)
- Aldeas
  - Landian (兰店乡)
  - Buyunshan (步云山乡)
  - Shicheng (石城乡)
- Aldeas étnicas
  - Guiyunhua Manchu (桂云花满族乡)
  - Taiping Manchu (太平岭满族乡)

## Clima
Zhuanghe tiene un clima continental húmedo, con inviernos largos y fríos, pero secos, y veranos húmedos y muy cálidos. El área experimenta un retraso estacional debido a la influencia del cercano océano, lo que también ayuda a atenuar los veranos. La precipitación es abundante pero se aproxima a 3/4 del total anual cae entre junio y septiembre.
| Parámetros climáticos promedio de Zhuanghe (1971−2000) | Parámetros climáticos promedio de Zhuanghe (1971−2000) | Parámetros climáticos promedio de Zhuanghe (1971−2000) | Parámetros climáticos promedio de Zhuanghe (1971−2000) | Parámetros climáticos promedio de Zhuanghe (1971−2000) | Parámetros climáticos promedio de Zhuanghe (1971−2000) | Parámetros climáticos promedio de Zhuanghe (1971−2000) | Parámetros climáticos promedio de Zhuanghe (1971−2000) | Parámetros climáticos promedio de Zhuanghe (1971−2000) | Parámetros climáticos promedio de Zhuanghe (1971−2000) | Parámetros climáticos promedio de Zhuanghe (1971−2000) | Parámetros climáticos promedio de Zhuanghe (1971−2000) | Parámetros climáticos promedio de Zhuanghe (1971−2000) | Parámetros climáticos promedio de Zhuanghe (1971−2000) |
| Mes                                                    | Ene.                                                   | Feb.                                                   | Mar.                                                   | Abr.                                                   | May.                                                   | Jun.                                                   | Jul.                                                   | Ago.                                                   | Sep.                                                   | Oct.                                                   | Nov.                                                   | Dic.                                                   | Anual                                                  |
| ------------------------------------------------------ | ------------------------------------------------------ | ------------------------------------------------------ | ------------------------------------------------------ | ------------------------------------------------------ | ------------------------------------------------------ | ------------------------------------------------------ | ------------------------------------------------------ | ------------------------------------------------------ | ------------------------------------------------------ | ------------------------------------------------------ | ------------------------------------------------------ | ------------------------------------------------------ | ------------------------------------------------------ |
| Temp. máx. media (°C)                                  | −1.5                                                   | 1.2                                                    | 6.9                                                    | 14.4                                                   | 20.0                                                   | 23.7                                                   | 26.3                                                   | 27.6                                                   | 24.0                                                   | 17.4                                                   | 8.4                                                    | 1.1                                                    | 14.1                                                   |
| Temp. mín. media (°C)                                  | −12.2                                                  | −9.2                                                   | −2.6                                                   | 4.2                                                    | 10.5                                                   | 16.1                                                   | 20.3                                                   | 19.9                                                   | 13.3                                                   | 5.9                                                    | −1.6                                                   | −8.6                                                   | 4.7                                                    |
| Precipitación total (mm)                               | 7.0                                                    | 7.3                                                    | 14.4                                                   | 32.3                                                   | 60.7                                                   | 104.7                                                  | 198.9                                                  | 181.3                                                  | 86.6                                                   | 35.3                                                   | 19.6                                                   | 9.5                                                    | 757.6                                                  |
| Días de precipitaciones (≥ 0.1 mm)                     | 3.1                                                    | 3.2                                                    | 4.5                                                    | 6.7                                                    | 8.2                                                    | 10.9                                                   | 14.6                                                   | 11.4                                                   | 7.1                                                    | 5.7                                                    | 5.2                                                    | 3.0                                                    | 83.6                                                   |
| Fuente: Weather China                                  |                                                        |                                                        |                                                        |                                                        |                                                        |                                                        |                                                        |                                                        |                                                        |                                                        |                                                        |                                                        |                                                        |

## Economía
Zhuanghe tiene recursos agrícolas y naturales muy abundantes. Además, es una de las fuentes de frutas más importantes en el este de Península Liaodong. Con un litoral de 215 kilómetros, el puerto marítimo Zhuanghe está en construcción, también está promoviendo cada vez más su industria de fabricación de muebles. La empresa de muebles Fabricación Huafeng ha sido una de las mayores empresas de fabricación de muebles de todo el país.